# Pleurophyllum speciosum
Pleurophyllum speciosum is een soort uit de composietenfamilie. De soort is endemisch op de Aucklandeilanden en Campbell-eilanden, twee van de sub-antarctische eilandgroepen die horen bij het grondgebied van Nieuw-Zeeland. In het Engels wordt deze soort "Campbell Island daisy" genoemd. De magentakleurige bloemen verschijnen in december. De vlezige, geplooide bladeren zijn ongeveer 25 cm lang.

## Beschrijving
De in verschillende punten uitlopende wortelstok is dik en vlezig. De soepele, rechtopstaande, onvertakte stengels zijn 60-90 cm hoog en in eerste instantie dicht witviltig met onvertakte viltharen, maar later onderaan verkalend. Ze dragen twee tot vier bladeren en ongeveer tien gesteelde veelbloemige hoofdjes. Elk hoofdje staat in de oksel van een schutblad. De stengelbladeren en schutbladeren lijken op de wortelbladeren, maar zijn veel kleiner en naar verhouding smaller. Bij de onderste zijtak is het schutblad bijna zo lang als die zijtak. De goudgroene, forse, 15-20 cm brede, ongedeelde, ovale, geplooide wortelbladeren hebben een stompe punt en een gave, naar onder gekrulde rand. Ze staan allemaal in een rozet. Ze zijn taai en vlezig met veel stevige opvallende parallelle nerven. Ze zijn zijdeachtig behaard maar hebben bovendien ruwe stijve opstaande korte bruine haren. Ze staan in eerste instantie schuin uit, maar gaan liggen naarmate ze ouder worden. De bladrozet doet denken aan brede weegbree, maar dan veel groter en sterk geplooid.
De gemeenschappelijke bloeistengel is lang en in de onderste helft onvertakt, in de bovenste helft met witviltige zijtakken waarvan de onderste vertakken en maximaal vier hoofdjes kunnen dragen en hoger onvertakt zijn en omstreeks 2-3 cm lang. De overdadige paarse bloemhoofdjes zijn groot, omstreeks 5 cm in doorsnede, en bestaan zowel uit een rij lintbloemen aan de buitenrand als een hart van buisbloemen. Het omwindsel is vlak en bestaat uit twee tot drie rijen langwerpige, stompe, overlappende schubben, van buiten witwollig en van binnen behaard. De omstreeks vijftien tot dertig lintbloemen zijn ongeveer 1¼ cm lang, en hebben een stompe top die uitloopt in drie zeer kleine tanden. De buis van de lintbloemen is kort en heeft aan de buitenkant zachte, glanzende, afstaande haren. Het hart bestaat uit zestig of meer donkerpaarse buisbloemen met vijf stompdriehoekige slippen. De paarse stijl is aan de top in twee gespleten en draagt in het midden rondom borstelharen waarop het heldergele stuifmeel rust. De pollenkorrels zijn stekelig. Het zaadpluis is stijf, bleek strokleurig en in gedroogde toestand bruin, met veel borstelige afgeplatte haren van ongeveer gelijke lengte in twee tot drie rijen.

## Trivia
Op de subantarctische eilanden komen een aantal kruidachtige planten voor met grote bladeren en opvallende bloemen, waaronder de soorten van het geslacht Pleurophyllum. Men zou niet verwachten dat zulke grootbladige en kwetsbaar ogende planten in het barre klimaat van deze koude en door storm geteisterde plaatsen zouden voorkomen. Deze groep planten werden door Hooker mega-herbs (reuzekruiden) gedoopt.
De plant staat sinds 1991 afgebeeld op de achterzijde van het bankbiljet van 5 Nieuw-Zeelandse dollar.